# Olivella alba
Olivella alba är en snäckart som först beskrevs av Marrat In Sowerby 1871.  Olivella alba ingår i släktet Olivella och familjen Olividae. Inga underarter finns listade i Catalogue of Life.